# Stephen Darby
Stephen Mark Darby (* 6. Oktober 1988 in Liverpool) ist ein ehemaliger englischer Fußballspieler, der zuletzt bei den Bolton Wanderers unter Vertrag stand. Er wurde meistens als Rechtsverteidiger eingesetzt.

## Karriere

### Verein
Darby lernte das Fußballspielen in der Jugend des FC Liverpool als Abwehrspieler. In den Jahren 2006 und 2007 gewann er mit der Jugendmannschaft der Reds den FA Youth Cup. In den Finalspielen 2006, in denen Darby als Kapitän des Teams auflief, wurde Manchester City besiegt und im darauffolgenden Jahr dessen Stadtrivale Manchester United. Er debütierte für die Profimannschaft am 12. November 2008, als er in der Carling-Cup-Partie gegen die Tottenham Hotspur eingewechselt wurde.
Seine erste Partie in der UEFA Champions League absolvierte er am 9. Dezember 2008, als er in der Partie gegen die PSV Eindhoven für Álvaro Arbeloa aufs Feld berufen wurde. Er debütierte am 20. Januar 2010 in der Premier League, als er im Heimspiel gegen Tottenham in der 90. Minute für Philipp Degen eingewechselt wurde.
Am 11. März 2010 wurde seine Ausleihe bis zum Saisonende an den Drittligisten Swindon Town bekanntgegeben. Zwei Tage später bestritt Darby im Auswärtsspiel bei Brighton & Hove Albion seine erste Partie für Swindon Town, als er die komplette Partie durchspielte. Nachdem er in der Saison 2010/11 für Liverpool lediglich in einem Europa-League-Spiel zum Einsatz gekommen war, wurde er ab November 2010 erneut ausgeliehen, nunmehr an Drittligist Notts County. Dort blieb er bis auf eine kurze Unterbrechung Anfang Januar 2011 bis zum Saisonende. Am 6. Juli 2011 wechselte er auf Leihbasis zum AFC Rochdale.
Über Bradford City kam er 2017 zu den Bolton Wanderers. Dort gab er am 18. September 2018 im Alter von 29 Jahren sein Karriereende aufgrund einer Motoneuron-Krankheit bekannt.